# Chico Xavier (film)
Chico Xavier – brazylijski film biograficzny z 2010 roku napisany przez Marcosa Bernsteina i wyreżyserowany przez Daniela Filho. Wyprodukowany przez Lereby Productions w koprodukcji z Globo Filmes.
Premiera filmu miała miejsce 2 kwietnia 2010 roku w Brazylii.

## Opis fabuły
Film opowiada o życiu Chico Xaviera, brazylijskiego pisarza, który napisał ponad 400 książek pismem automatycznym. Przewodnikiem Xavierego do świata spirytualnego był Emmanuel. Xavier wiódł proste życie, a dochody z książek i darowizn przekazywał na cele charytatywne. W 2002 roku otrzymał Pokojową Nagrodę Nobla, a także został wybrany na jednego z najważniejszych Brazylijczyków XX wieku.

## Obsada
- Matheus Costa jako Chico Xavier (1918-1922)
- Ângelo Antônio jako Chico Xavier (1931-1959)
- Nelson Xavier jako Chico Xavier (1969-1975)
- Tony Ramos jako Orlando
- Christiane Torloni jako Glória
- Giulia Gam jako Rita
- Letícia Sabatella jako Maria
- Luis Melo jako João Candido
- Pedro Paulo Rangel jako ojciec Scarzelo
- Giovanna Antonelli jako Cidália
- André Dias jako Emmanuel
- Paulo Goulart jako Saulo Guimarães
- Cássia Kiss jako Iara
- Cássio Gabus Mendes jako ojciec Julio Maria
- Rosi Campos jako Cleide
- Carla Daniel jako Carmosina

i inni